# Kleopatra (muzikál)
Kleopatra je český muzikál, jehož námětem je život Kleopatry VII., poslední egyptské panovnice. Autorem hudby je Michal David, režisérem představení v pražském Divadle Broadway byl Filip Renč. Muzikál měl premiéru 22. února 2002, obnovená premiéra byla v roce 2008 a limitovaný počet představení proběhl i v roce 2010.

## Postavy a obsazení
- Kleopatra – Ilona Csáková, Bára Basiková, Monika Absolonová, Radka Fišarová, Kamila Nývltová, Gabriela Gunčíková, Alžbeta Bartošová
- Caesar – Marian Vojtko, Jiří Helekal, Martin Pošta, Daniel Hůlka, Patrick Tenev
- Marcus Antonius – Josef Vojtek, Zbyněk Fric, Ján Slezák, Marian Vojtko, David Uličník, Josef Vágner
- Octavianus – Tomáš Trapl, Bohouš Josef, Henrich Šiška
- Fulvia – Linda Finková, Radka Fišarová, Alžbeta Bartošová, Sylva Scheiderová, Markéta Zehrerová
- Octavia – Alžbeta Bartošová, Zdenka Trvalcová, Zuzana Norisová, Lucia Molnárová, Sylva Schneiderová
- Rufius – Alan Bastien, Juraj Bernáth, Ladislav Spilka, Jan Kalousek, Peter Pecha,  Patrick Tenev
- Apollodoros – Lešek Semelka, Dušan Kollár
- Pothinus – Lešek Semelka, Alan Bastien, Jan Gajdoš, Martin Šemík
- Ptolemaios – Josef Vágner, Juraj Bernáth, Patrik Stoklasa, Petr Ryšavý
- Isis – Linda Finková, Daniela Kolářová, Jana Švandová, Markéta Hrubešová, Sylva Scheiderová, Kristina Kloubková, Tereza Bílková , Alena Mihulová
- Jupiter – Jan Kuželka, Zdeněk Dušek, Vladimír Brabec
- Had/zlatý pták – Kateřina Stryková Matyášová, Adéla Šedová Dudová, Gloria Mielnik Šudomová, Zuzana Pokorná, Jovanka Vojtková

## Písně

### 1.dějství
1. Bitva u Farsala – předehra
2. Ave – Alexandrie – Římaní vypravují a zapisují, jaká byla bitva u Farsala, kde Caesar vyhrál. Egypťané včetně Ptolemaia uznávají vládu Caesara a jako dar mu dají hlavu Pompeia, to Caesara urazí a odejde
3. Chci královnou se stát – Kleopatra se chce stát královnou a dovést Egypt ke slávě a samostatnosti
4. Vykutálená – intro
5. Vykutálená – Kleopatra se poprvé setká s Caesarem, koketuje s ním, Caesarovi se Kleopatra zalíbí a tak začnou spolupracovat
6. Bohové I.
7. Za to se platí – Ptolemaios chce vládu a je uražen od Caesara, mluví o tom, že ho chce zabít a nechce nechat trůn Kleopatře
8. Zamilovaný Caesar – Caesar je zamilovaný do Kleopatry, i když ví, že ho nejspíš jen využívá, aby ji dosadil na trůn, i přesto se mu ta myšlenka zalíbí a rozhodne se Kleopatru učinit královnou Egypta
9. Pod tvými ochrannými křídly – Kleopatra a Caesar musí utéct, aby nebyli ve válce zabiti, Caesar si nejdříve myslí, že ho Kleopatra zradila, ale ta ho ujišťuje, že ho ochrání a díky jejím znalostem utečou
10. Bohové II.
11. Senát – senátorům se nelíbí Caesarova podpora Kleopatry, mluví urážlivě o Kleopatře a jejím využívání Caesara, bojí se, že by mohli přijít o moc
12. Když v Deltě svítá – Kleopatra čeká s Caesarem dítě, mluví o své vzájemné lásce a moci, kterou bude jejich syn mít, na konci Kleopatra začíná rodit
13. Narodil se Caesarian – Kleopatře a Caesarovi se narodil syn Caesarian, Caesar s hrdostí ohlásí, že je jeho otec a že jednou bude král, Apollodoros (Kleopatřin rádce) narození budoucí krále Egypta ohlašuje všem Egypťanům a dává jim naději o skvělé budoucnosti
14. Bohové III.
15. Teď královnou jsem já – Caesar splnil svůj slib a učinil Kleopatru královnou, Kleopatra přesvědčuje všechny o své moci a chce pozvednout Egypt, nakonec jí Caesar předá korunovační šperk (náhrdelník)
16. Ať věci jsou tak, jak jsou – Kleopatra chce po Caesarovi, aby byl cílevědomější a stal se králem, ten ale říká, že je Caesar a už tak má dostatečnou moc, Kleopatra se mu svěří, že začala mít špatné sny o Caesarově budoucnosti, ten jí ujišťuje, že vše bude v pořádku
17. Ať z kola jde Caesar ven – senátoři ví, že Kleopatra má velkou moc a odstřihnout ji mohou smrtí Caesara, proto se domlouvají, že bude prospěšné pro Řím, když ho sami zabijí
18. Lásko, nechoď před Senát – Kleopatra má stále sny o Caesarově smrti, senátoři pozvou k sobě Caesara pod záminkou, že z něj chtějí udělat krále, Kleopatra prosí Caesara, ať tam nechodí, že ho čeká smrt, Caesar i přes její varování před senát předstoupí
19. Spiknutí a vražda – Caesar přijde k senátorům, ale nikdo tam není, najednou se začnou objevovat zpoza sloupů a každý senátor ho bodne nožem, Caesar umírá
20. Caesar náš – Marcus Antonius nachází mrtvého Caesara, je z toho zděšený, Kleopatra cítí, že něco není v pořádku a chce se více starat o Egypt, Marcus Antonius ví, že teď bude muset sám jednat s Kleopatrou
21. Teknon ty klaieis – Římané oznámí Kleopatře, že Caesar zemřel, Kleopatra se z toho téměř hroutí a utěšuje svého syna, který pláče
22. Velká píseň o Nilu – Kleopatra je zlomená chováním Římanů, ale i tak je dost silná, aby pokračovala dál kvůli svému synovi

### 2.dějství
1. Mocnými ochrannými křídly – utekl nějaký čas od smrti Caesara a Kleopatra doufá, že jí pomůže Marcus Antonius, vzpomíná na chvíle s Caesarem, ale zároveň ví, že začíná něco cítit k Marcovi Antoniovi a chce s ním dál budovat Egypt
2. Bohové IV.
3. Pár tajných záměrů (Pár hádkou spálený) – Marcus Antonius a jeho žena Fulvia se hádají, protože Fulvia je cílevědomá a chce, aby jel do Egypta jednat, Antonius nejdřív odmítá, protože mu to přijde ponižující, ale nakonec odjíždí
4. Dámy vládnou – Fulvia a Kleopatra přemýšlí o vládnutí, ví, že mohou vládnout jen muži a že je tedy potřebují, ale zároveň ví, že právě ženy mají zásadní vliv na rozhodnutí mužů a že je mohou ovládat, a tak prohlašují, že vlastně vládnou dámy a ne jejich muži
5. Sláva, sláva – Antonius nechal popravit zrádce Caesara (kromě Octavia, o kterém nevěděl) a povzbuzuje vojáky, kteří už jsou vyčerpaní a chce je vést
6. Dohoda oboustranná – Antonius přijíždí za Kleopatrou, ta ho přijímá a chtějí uzavřít dohodu, mají v sobě zalíbení
7. Bohové V.
8. Já ti přísahám – Kleopatra a Antonius si vyznávají lásku, Kleopatra ho přesvědčuje, že už na Caesara nemyslí a miluje pouze Antonia
9. Chci Řím – Fulvia ví, že jí Antonius podvádí s Kleopatrou a jde to říct Octaviánovi a dělá mu scény, ten jí vyhodí a protože už jí nepotřebuje nechá ji později popravit, mezitím už si je jistý, že on má veškerou moc a je teď nový Caesar, chce Antonia oženit s jeho sestrou Octávií, aby nemohl být s Kleopatrou
10. Roztoužená – Kleopatra přemýšlí o lásce a své sexualitě, oddává se touhám s jejím služebnictvem a přemýšlí o novém vztahu s Antoniem, přesto stále miluje Caesara
11. Svatební hostina – Antonius se na přání senátu ožení s Octavií, ale miluje Kleopatru, proto se hodně opije a věnuje se ženě, která je podobná Kleopatře
12. Čest královnám – Kleopatra se dozví o sňatku a cítí se podvedená a naštvaná na Antonia, Apollodoros se jí snaží povzbudit a připomíná jí, jak je silná a jak ji Egypt miluje
13. Máme svůj Řím – Octavia je nešťastná ze sňatku s Antoniem a svěřuje se bratrovi, Octavian jí utěšuje, že udělala správně a že už Antonia nepotřebují a nemusí s ním zůstávat
14. Smlouva s Římem – Antonius přijede za Kleopatrou, omlouvá se jí za sňatek s Octavií a ujišťuje jí, že je jeho jediná láska, Kleopatra to využije a chce po něm podepsat smlouvu, která bude velmi výhodná pro Egypt a hlavně v ní stojí, že Caesarian se stane králem
15. Octavián v Senátu – Octavian oznamuje senátu, že Antonius podepsal smlouvu s Kleopatrou a přesvědčuje je, že je zrádcem Říma
16. Bohové VI.
17. Bitva u Actia – Octavian je ve válce velmi bojácný a vysílá své muže proti Antoniově vojsku, nakonec zapálí jejich lodě
18. Moři vládne Řím – Octavian píše své sestře zprávu o průběhu bitvy V Římě. Octavia čte zprávu o vítězství Římanů a ví tedy, že nikdo nepřežil
19. Síla vůle Bohů – Antonius je zdrcený a ví, že nemůže vyhrát, proklíná bohy kvůli své životní cestě a spáchá sebevraždu
20. Dál královnou jsem já – Kleopatra je stále královnou, ale už je velmi zlomená. Nachází útěchu ve vědomí, že z ní bude legenda a ještě dlouho se o ní budou vyprávět příběhy
21. Svět má mít jméno Řím – Octavian hledá Kleopatru, narazí na Apollodora, který mu poví o smrti Antonia, Octavian se znovu utvrzuje, že Řím zvítězil
22. Poslední píseň o Nilu – Kleopatra ví, že už nemá šanci zvítězit, přemýšlí o všem, co se stalo, vidí všechny mrtvé – hlavně Antonia a Caesara, nakonec se nechá uštknout kobrou a umírá